# 4Kids TV

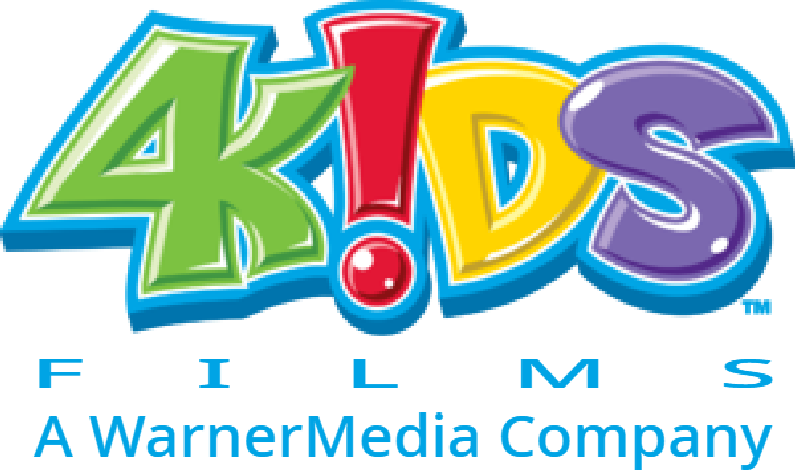
Logo da 4Kids TV

4Kids TV foi um bloco de animações sob operação da extinta 4Kids Entertainment, era exibido pela Fox Broadcasting Company devido á um acordo de arrendamento estabelecido entre as duas empresas.
Foi lançado originalmente em 14 de setembro de 2002 como "Fox Box" substituindo o Fox Kids que era exibido anteriormente.
A Fox anunciou a extinção do bloco em meados de 2007 alegando atrasos no aluguel do horário por parte da 4Kids, que nessa época mergulhava em uma de suas primeiras crises e devido a isso, foi concluído em 2008 e saiu do ar definitivamente.